# Georg Dietrich Leyding
Georg Dietrich Leyding (Bücken, 23 februari 1664 — Braunschweig, 10 mei 1710) was een Duits componist en organist en geldt als vertegenwoordiger van de Noord-Duitse Orgelschool.
Na lessen in Braunschweig bij de organist Jacob Bölsche reisde Leyding naar Hamburg en Lübeck om bij Johann Adam Reinckenand, Vincent Lübeck en Dietrich Buxtehude te studeren. Hij keerde echter spoedig terug naar Braunschweig om organist aan de kerken St. Ulrich, St. Blasius en St. Magnus. Van zijn werken zijn slechts drie preludia en twee koraalvoorspelen voor orgel bewaard gebleven.
- Bibliothèque nationale de France: cb14828012f (data)
- Gemeinsame Normdatei: 134442512
- International Standard Name Identifier: 0000 0000 8094 6314
- Library of Congress Control Number: n82101506
- Nationale Bibliotheek van Letland: 000049623
- MusicBrainz: e3584182-4352-43fc-9d03-be6489d97fb2
- Nationale Bibliotheek van Polen: a0000003044373
- Nederlandse Thesaurus van Auteursnamen: 096937262
- Istituto Centrale per il Catalogo Unico: BCTV011348
- SNAC: w68w6xn7
- Système universitaire de documentation: 242428630
- Virtual International Authority File: 15038263
- WorldCat: E39PBJkp8cQHQQBB4GTbGkhGpP